# Miss March
Miss March is een Amerikaanse komediefilm uit 2009. De film werd geschreven door Travor Moore en Zach Cregger, de bedenkers van het sketchprogramma The Whitest Kids U' Know, die ook de hoofdrollen vertolken. De film ontving slechte recensies. Hugh Hefner was genomineerd voor een Razzie  voor zijn rol in de film.

## Plot
Eugene komt uit een coma en gaat met zijn beste vriend Tucker op zoek naar zijn jeugdliefde die nu een Playboymodel is.

## Rolverdeling
- Zach Cregger - Eugene Bell
- Trevor Moore - Tucker Cleigh
- Raquel Alessi - Cindi Whitehall
- Molly Stanton - Candace
- Craig Robinson - Phil/Horsedick Dot MPEG
- Hugh Hefner - Zichzelf